# Parcours cyclable de la Garonne
Le parcours cyclable de la Garonne ou la piste cyclable de la Garonne est un ensemble de tronçons routiers ou de bandes cyclables aménagé par le département de la Haute-Garonne pour favoriser la découverte du Comminges à vélo. La piste débute à Cierp Gaud et se termine à Carbonne. À terme, le parcours devra relier Toulouse à Luchon.

## Histoire
Le projet d'une piste cyclable remonte à 2003. La Haute-Garonne qui est un département enclavé (c'est-à-dire qui n'a pas de littoral), veut pouvoir attirer plus de touristes surtout en période estivale. Pour cela, elle mise sur la découverte de sa diversité paysagère et culturel. Le projet d'une balade à vélo afin de faire découvrir le patrimoine du Comminges mais surtout la mise en valeur de Saint-Bertrand-de-Comminges voit le jour. Entre 2003 et 2013, le Conseil général de la Haute-Garonne a investi environ 3,5 millions d'euros.

## Géographie[2]
Le parcours est indiqué par des panneaux touristiques qui indiquent des routes départementales à faible trafic, des routes communales ou encore des chemins ruraux tout en longeant le plus possible la vallée de la Garonne et la ligne ferroviaire Toulouse-Bayonne. La piste se raccorde aux gares de Gourdan-Polignan et de Boussens. Il est actuellement ouvert entre Cierp-Gaud et Carbonne, et fait un total de 106 km. 
À Saint-Gaudens, 2 km dangereux connectent mal les tronçons Saint-Gaudens-Carbonne et Saint-Gaudens-Cierp-Gaud. 
La largeur moyenne est de 4 mètres.
Sur le chemin, il est possible de découvrir les bastides de Martres Tolosane, Saint-Martory, le village de Saint-Bertrand-de-Comminges ou encore les Pyrénées haute-garonnaises.

## Parcours
Le tracé suit la Garonne tout en se raccordant aux gares SNCF de Boussens et de Gourdan-Polignan entre Carbonne et Cierp Gaud.

## Équipements
La piste cyclable utilise majoritairement des infrastructures qui existaient déjà avant sa création. Il s'agit de routes à faibles trafic (départementales, communales) ou encore des chemins ruraux.

## Lieux et monuments
Bastides de Martres-Tolosane, bastides de Saint-Martory, site antique de Lugdunum, basilique de Saint-Just de Valcabrère, cathédrale de Saint-Bertrand de Comminges, la Garonne, les Pyrénées de Haute-Garonne.

## Investissement
Le conseil départemental a investi 1 500 000 € pour l'aménagement de la piste et 150 000 € pour la réalisation d'un passage inférieur piétons sous l'A645.
Le coût de l'entretien annuel est estimé à 1 000 € par km.